# Słodziczka
Słodziczka (Rhagadiolus Juss.) – rodzaj roślin z rodziny astrowatych. Obejmuje dwa gatunki. Oba rozprzestrzenione są w basenie Morza Śródziemnego – w południowej Europie, północnej Afryce i południowo-zachodniej Azji. Słodziczka gwiaździsta R. stellatus rośnie też zawleczona w Kalifornii oraz Europie Środkowej, przy czym w Polsce ma status tylko przejściowo dziczejącej (efemerofita). Rośliny te rosną na terenach kamienistych, w widnych zaroślach garigu, na gruntach uprawianych i odłogowanych. Kwitną od marca do czerwca.

## Morfologia
PokrójRośliny jednoroczne, osiągające od kilku do ponad 60 cm wysokości. Rośliny z korzeniem palowym, z pojedynczą, wzniesioną i w górze rozgałęzioną łodygą. Rośliny są nagie lub szorstko owłosione.
LiścieOdziomkowe i łodygowe, te pierwsze siedzące lub ogonkowe, łodygowe siedzące lub krótkoogonkowe u R. stellatus i ogonkowe u R. edulis. Blaszka ma kształt od równowąskiego do jajowatolancetowatego, jest całobrzega, ząbkowana, czasem pierzasto klapowana, u R. edulis zawsze z największą klapą na szczycie liścia.
KwiatyZebrane w koszyczki, zebrane w złożone kwiatostany w formie podbaldachów. Szypuły nie są rozdęte. Okrywy są walcowate lub dzwonkowate, o średnicy od 2 do ponad 4 mm. Tworzone są przez 5–8 listków wyrastających w jednym rzędzie. Listki są równowąskie, wszystkie podobnej długości, zaostrzone na szczycie. Dno kwiatostanu jest płaskie, nagie, czasem dołeczkowane. Kwiatów w koszyczkach jest od 5–6 do kilkunastu. Korony są żółte.
OwoceNiełupki są brązowe, wydłużone, walcowate lub nieco wrzecionowate, środkowe są zwykle proste, brzeżne często łukowate. Owoce pozbawione są dzióbków, żeber, są nagie lub przylegająco owłosione, nie mają też puchu kielichowego. U R. stellatus jest ich 7–8, u R. edulis 5–6.

## Systematyka
Pozycja systematyczna
Rodzaj z podplemienia Crepidinae, plemienia Cichorieae podrodziny Cichorioideae w obrębie rodziny astrowatych (Asteraceae). 
Wykaz gatunków
- Rhagadiolus edulis Gaertn.
- Rhagadiolus stellatus (L.) Gaertn. – słodziczka gwiaździsta